# Kanarraville, Utah
Kanarraville, Utah (енгл. Kanarraville) град је у америчкој савезној држави Јута.

## Демографија
По попису из 2010. године број становника је 355, што је 44 (14,1%) становника више него 2000. године.
| Група             | 2000.       | 2010.       |
| Белци             | 290 (93,2%) | 331 (93,2%) |
| Афроамериканци    | 0 (0,0%)    | 0 (0,0%)    |
| Азијати           | 0 (0,0%)    | 2 (0,6%)    |
| Хиспаноамериканци | 14 (4,5%)   | 13 (3,7%)   |
| Укупно            | 311         | 355         |